# Чанадже
Чанадже (перс. چنجه) — село в Ірані, у дегестані Санґар, у бахші Санґар, шагрестані Решт остану Ґілян. За даними перепису 2006 року, його населення становило 433 особи, що проживали у складі 133 сімей.

## Клімат
Середня річна температура становить 14,38°C, середня максимальна – 28,10°C, а середня мінімальна – -0,66°C. Середня річна кількість опадів – 1210 мм.
| Клімат поселення                              | Клімат поселення | Клімат поселення | Клімат поселення | Клімат поселення | Клімат поселення | Клімат поселення | Клімат поселення | Клімат поселення | Клімат поселення | Клімат поселення | Клімат поселення | Клімат поселення | Клімат поселення |
| Показник                                      | Січ.             | Лют.             | Бер.             | Квіт.            | Трав.            | Черв.            | Лип.             | Серп.            | Вер.             | Жовт.            | Лист.            | Груд.            |                  |
| Середній максимум, °C                         | 8,08             | 8,82             | 11,84            | 18,10            | 21,96            | 25,59            | 28,10            | 27,90            | 25,14            | 20,96            | 16,39            | 12,00            |                  |
| Середня температура, °C                       | 3,72             | 4,47             | 7,49             | 13,74            | 17,60            | 21,21            | 23,74            | 23,54            | 20,78            | 16,60            | 12,03            | 7,64             |                  |
| Середній мінімум, °C                          | −0,66            | 0,11             | 3,12             | 9,38             | 13,25            | 16,88            | 19,40            | 19,18            | 16,42            | 12,24            | 7,66             | 3,29             |                  |
| Норма опадів, мм                              | 126              | 102              | 90               | 50               | 47               | 31               | 32               | 62               | 131              | 201              | 181              | 157              |                  |
| Середньомісячна швидкість вітру, м/с          | 2.30             | 2.40             | 2.40             | 2.30             | 2.30             | 2.56             | 2.60             | 2.30             | 2.10             | 2.10             | 1.99             | 2.02             |                  |
| Середньомісячна сонячна радіація, кДж/м²·день | 6838             | 8957             | 10979            | 15573            | 19909            | 21932            | 22653            | 19137            | 15694            | 10792            | 8586             | 6585             |                  |
| --------------------------------------------- | ---------------- | ---------------- | ---------------- | ---------------- | ---------------- | ---------------- | ---------------- | ---------------- | ---------------- | ---------------- | ---------------- | ---------------- | ---------------- |
| Джерело:                                      |                  |                  |                  |                  |                  |                  |                  |                  |                  |                  |                  |                  |                  |